# Соуза, Жозе Иваналдо де
Жозе́ Ивана́лдо де Со́уза (порт. José Ivanaldo de Souza; 6 июня 1975 года) — бразильский футболист, атакующий полузащитник. Игрок национальной сборной в 1995—1996 годах. Известность получил по выступлениям за бразильские клубы «Коринтианс» и «Сан-Паулу». Один из лучших футболистов в истории клуба «Америка Натал».
В 2003—2005 годах выступал за клуб российской премьер-лиги «Крылья Советов» (Самара). 30 июня 2003 года сыграл за сборную легионеров чемпионата России.

## Титулы и достижения
Америка Натал
- Чемпион штата Риу-Гранди-ду-Норти (Лига Потигуар): 1991, 1992

Коринтианс
- Чемпион штата Сан-Паулу: 1995, 1997
- Кубок Бразилии: 1995
- Кубок Рамона де Карранса: 1996

Сан-Паулу
- Чемпион штата Сан-Паулу: 2000, 2002
- Суперлига Паулиста: 2002
- Турнир Рио-Сан-Паулу: 2001

Атлетико Паранаэнсе
- Чемпион Бразилии: 2001

Крылья Советов
- Бронзовый призёр чемпионата России: 2004
- Финалист Кубка России: 2003/04

Фламенго
- Кубок Бразилии: 2006